# Battlefield V
Battlefield V — компьютерная игра в жанре шутера от первого лица, шестнадцатая по счёту в серии игр Battlefield. Разработана компанией EA DICE и издана Electronic Arts для платформ Windows, PlayStation 4 и Xbox One. Игра была анонсирована 16 мая 2018 года, а впервые показана 23 мая 2018 года. Выход игры состоялся 20 ноября 2018 года. Игроки, оформившие предварительный заказ на Deluxe-издание игры, получили к ней доступ за пять дней до официального релиза — 15 ноября 2018 года. Для игроков с премиум-подпиской игра стала доступна 9 ноября 2018 года. Battlefield V основана на событиях Второй мировой войны и является тематическим продолжением Battlefield 1.
До релиза игру восприняли неоднозначно: после выхода первого трейлера заметная часть сообщества яростно раскритиковала игру за исторические неточности. После релиза Battlefield V получила смешанные отзывы от критиков и пользователей. Они хвалили геймплей, дизайн уровней, новые многопользовательские режимы и сеттинг, но при этом критиковали игру за нехватку контента и отсутствие значительных изменений по сравнению с прошлыми играми серии.
К концу 2018 года было продано около 7,3 миллионов копий игры, что стало коммерческим провалом для Electronic Arts. 23 апреля 2020 года было объявлено, что поддержка игры продлится до конца лета 2020 года.

## Игровой процесс
Battlefield V ориентирована на внутриигровое командное взаимодействие. В игру введена система нехватки ресурсов, которая вынуждает игрока продумывать свои действия, а также экономить ресурсы. Был реализован командный геймплей четырёх классов — штурмовика, медика, разведчика и бойца поддержки. Каждый класс имеет уникальное оружие и роль на полях сражений. Особое внимание уделено кастомизации с помощью новой системы, где игроки могут создавать персонажей с различной внешностью и оружием. Косметические предметы и валюта, используемая для их покупки, зарабатываются путём выполнения внутриигровых задач. Также появилась возможность строить небольшие защитные сооружения (фортификация) в строго определённых для этого местах карты.
В игре появилось несколько новых многопользовательских режимов, в том числе «непрерывный» режим кампании «Огненный шторм» и «Большие операции» — расширение режима «Операции», введённого в предыдущей части серии, Battlefield 1. Режим фокусируется на матчах, где игрок переживает три полноценных боевых дня. В «Больших операциях» каждый день появляются определённые цели, и результат каждого этапа влияет на следующий. Если последний день заканчивается с преимуществом, близким к победе, то матч завершается финальным противостоянием, где игроки борются за победу на постоянно уменьшающейся карте. Как и в Battlefield 1, в игре есть коллекция однопользовательских «военных историй», основанных на событиях Второй мировой войны. В игре также есть кооперативный режим для команд до четырёх игроков под названием «Объединённые войска». Во время каждой игры миссии и цели различаются, так что каждая игровая сессия будет отличной от предыдущих.
Режим королевской битвы построен вокруг «основных направлений» франшизы — разрушений, командной игры и боевых машин. Название «Огненный шторм» указывает на кольцо огня, которое постепенно сужается, ограничивая игровую зону, что подталкивает игроков сражаться. В данном режиме участвуют 64 игрока, которые могут быть разделены на 16 отрядов с акцентом на командную работу.

## Сюжет
Одиночная кампания состоит из пролога и эпизодических военных историй, три из которых были доступны на старте:
- в истории «Аврора» действие показано от лица бойца норвежского сопротивления по имени Сольвейг, которая принимает участие в диверсии немецкой ядерной программы по производству тяжёлой воды;
- «Тиральер» рассказывает о судьбе сенегальского застрельщика Дэме Сиссе и его брата Идриссы во время операции «Драгун» в Южной Франции;
- в истории «Без знамён» игрок выступает в роли Билли Бриджера, осуждённого грабителя банка и эксперта по взрывчатке, который призван в особую лодочную службу для участия в операции «Альбумен»[англ.].

Четвёртая история была выпущена 5 декабря 2018 года (спустя 2 недели после релиза игры): в истории «Последний Тигр» игрок участвует в борьбе немецкого экипажа танка Тигр во главе с Петером Мюллером во время Рурской операции в последние дни войны.

### Пролог
Вводный эпизод, озаглавленный «По зову Родины» или «Пролог», является обучением. В нём игрок узнаёт основные механики игры: как играть за пехоту, управлять танками и пилотировать самолёты. Этот эпизод также задаёт тон последующим. Пролог начинается после «Стальных гроз» из Battlefield 1 с комментариями о том, как быстро общество забыло ужасы Первой мировой войны. Затем действие переносится в Лондон 1939 года, где по радио звучит объявление Невилла Чемберлена о начале войны. Повествование начинается с того, что игрок в роли британского десантника участвует в ночном налёте на доки Нарвика в 1940 году. Задача заключается в том, чтобы победить нескольких немецких солдат, после чего появляется танк Tiger I. Затем игрок получает управление командиром танка, Питером Мюллером, главным героем военной истории «Последний Тигр». Перед ним ставится задача прорвать британские линии у Тобрука. Игрок, в роли снайпера Свободной Франции, после артиллерийского удара по позициям, предположительно, одного из солдат военной истории «Тиральер», оказывается возле перевала Кассерин. После того, как снайпер убивает нескольких врагов из засады, персонаж погибает, когда по нему начинают вести пулемётный огонь. Затем камера переключается на пилота Bf.109 под названием Yellow-Seven. На этот раз игрок должен сбить множество самолётов Blenheim и Spitfire, прежде чем сам будет сбит. Наконец, игрок берёт на себя роль британского пулемётчика во время финальной обороны на Неймегенском мосту в 1944 году. Бомба V1 взрывается недалеко от моста, герой вступает в последний бой и погибает в результате перестрелки. После завершения всех задач показывают кинематографические клипы военных историй.

### Аврора
Весной 1943 года в Рьюкане, Норвегия, британское подразделение коммандос было уничтожено при попытке проникнуть на оккупированный немцами объект. Норвежский боец сопротивления Астрид, помогавшая им, попала в плен; её дочь, Сольвейг, пробирается в здание, чтобы спасти свою мать. Однако Астрид отказывается уходить, настаивая на том, что сначала охраняемый объект должен быть уничтожен, поскольку он производит тяжёлую воду для создания ядерного оружия в Германии. Пара саботирует объект, но большая часть тяжёлой воды эвакуируется грузовиком. Астрид и Сольвейг пытаются преследовать его, но на мосту их останавливает немецкий отряд под командованием лейтенанта Вебера. Поручив миссию по уничтожению груза своей дочери, Астрид сталкивает её с моста, чтобы предотвратить захват их обеих в плен. Едва оправившись от падения, Сольвейг продолжает миссию, преследуя и уничтожая грузовик. Немцы же конвоируют Астрид и грузят часть запаса тяжёлой воды на борт подводной лодки, но женщина крадёт гранату и взрывает подводную лодку, убивая себя и Вебера. Смогла ли героиня пережить взрыв лодки, остается неясным.

### Тиральер
Осенью 1944 года, после высадки союзников в Нормандии, сенегальские солдаты отправляются на помощь в освобождении Франции от немецкой оккупации. Одним из таких солдат является молодой новобранец Дэме Сиссе, который встречает товарища по оружию и старшего брата Идриссу по прибытии во Францию. Однако Дэме быстро сталкивается с дискриминацией со стороны французской армии, когда сенегальцам запрещают сражаться на передовой, а вместо этого им поручают выполнять «чёрную» работу, такую как наполнение мешков с песком. Наконец, сенегальцам разрешают участвовать в штурме сильно укреплённых немецких позиций, чтобы уничтожить зенитные орудия, защищающие этот район. Сенегальцы попали в засаду, но им удалось захватить и удержать немецкий опорный пункт. Идрисса не хочет идти дальше, так как их командиры мертвы, и у них нет поддержки. Но Дэме полон решимости продолжать наступление на зенитные орудия, чтобы добиться признания со стороны французов. Он убеждает остальную часть подразделения следовать за ним. Сенегальцы успешно уничтожают зенитные орудия, но при этом несут большие потери. Кроме того, раненый немецкий солдат говорит, что они будут окружены и уничтожены в неизбежной контратаке, и что никто не узнает, что они там были. Потерявший надежду Идрисса, боясь, что он не вернётся домой к своей семье живым, рассматривает возможность отступления, но Дэме настаивает на том, что они должны сделать то, чего от них не ожидают — атаковать немецкий штаб. Им удаётся прорваться в штаб, но из засады их атакует танк Тигр. После уничтожения танка Идрисса получает смертельное ранение. Несмотря на то, что подразделение Дэме захватило штаб, их участие в операции замалчивается и забывается. В настоящем времени пожилой Дэме рассказывает свою историю и заявляет, что, несмотря на произошедшие события, ничто не может стереть подвиг его товарищей, и что он гордится этим.

### Без знамён
Весной 1942 года осуждённый грабитель банков Уильям Сидни «Билли» Бриджер, сын другого печально известного грабителя банков, Артура Бриджера, добровольно вступает в ряды британских вооружённых сил, чтобы избежать тюремного заключения, и назначается экспертом по взрывному делу в специальную команду особой лодочной службы во главе с Джорджем Мейсоном (Крейг Фэйрбрасс). Бриджер и Мейсон проникают в оккупированную Северную Африку, чтобы устроить саботаж на немецких аэродромах. Однако на первом же аэродроме всё идёт не так, как планировалось: одна из бомб Билли не взрывается, что приводит Мейсона в ярость, и он заставляет Билли встать за зенитное орудие, чтобы уничтожить последний самолёт. Мейсон получает ранение и начинает спор с Билли о том, на чьи плечи легла бы вина за его смерть. Они вместе угоняют машину и едут на второй аэродром, однако, из-за ран Мейсона, Билли вынужден проникнуть туда в одиночку. Билли способен уничтожить цели, но делает крюк к ближайшему бункеру, чтобы взять медикаменты для Мейсона, и использует там радио, чтобы вызвать помощь для эвакуации. После уничтожения радарных станций базы, Билли возвращается, чтобы доложить Мейсону. Однако тот приходит в ярость, когда узнаёт, что Билли использовал радио, так как это раскрыло немцам их точное местоположение. Немецкие силы начинают преследовать напарников, и они вынуждены укрыться в развалинах. Билли начинает выражать сомнения в собственной компетентности и в своих шансах на выживание. Мейсон говорит Билли, что он не зря выбрал его добровольцем в подразделение, потому что его многочисленные попытки ограбить банки показали его как человека, который не станет просто так сдаваться. Вдохновлённый Билли сражается бок о бок с Мейсоном в последней схватке. Им удаётся сдерживать немецкие войска достаточно долго до прибытия британских подкреплений. Атакующие их немецкие войска отступают. После этого Билли и Мейсон проникаются взаимоуважением, и они отправляются на следующую миссию.

### Последний Тигр
Весной 1945 года опытный командир Tiger I Петер Мюллер и его танковый экипаж участвуют в обороне Рейн-Рура от вторжения американских войск, получив приказ от Верховного Командования, что все немецкие солдаты должны сражаться не на жизнь, а на смерть. Пережив ряд тяжёлых боёв, «Тигр» вынужден укрываться от бомбардировщиков союзников. По настоянию Шрёдера, молодого и патриотичного наводчика команды, Мюллер приказывает Хартманну разведать руины впереди, чтобы найти проход. Внезапно появляется американская танковая колонна, вынудившая экипаж оставить Хартманна позади. «Тигр» получает приказ перегруппироваться к собору вместе с оставшимися немецкими войсками для окончательной обороны. По пути к собору они обнаруживают, что Хартманн был повешен вместе с несколькими дезертирами. Они добираются до собора и понимают, что он заброшен, и они попали в ловушку американских войск, которые быстро окружили собор. Американцы требуют, чтобы немцы сдались. Получив через ближайшую радиостанцию новый приказ защищать свои позиции, экипаж отбивается от сил противника, прежде чем пробиться к мосту, который ведёт обратно к немецким позициям. Мост внезапно разрушается серией взрывов, и у «Тигра» разрывается гусеница. Опытный механик-водитель Кёрц выражает своё разочарование в немецких идеалах и дезертирует, несмотря на приказ Мюллера. Шрёдер смертельно ранит Кёрца. Пока Мюллер оплакивает своего друга, прибывают американские солдаты и снова требуют прекратить сопротивление, но Шрёдер продолжает отстреливаться. Мюллер срывает свой рыцарский крест и готовится сдаться, после чего разъярённый Шрёдер направляет на него свой автомат. Экран темнеет, раздаётся выстрел, и судьба Мюллера остаётся неясной.

## Музыка
Оригинальная музыка для игры была написана композиторами Патриком Андреном и Юханом Сёдерквист, которые так же написали оригинальный саундтрек к Battlefield 1. Саундтрек записывался в студии Abbey Road Studios, на которой некогда записывались The Beatles и Pink Floyd. Пятый трек в саундтреке, «Battlefield V Legacy Theme», основан на оригинальной музыкальной теме, написанной Джоэлом Эрикссоном для Battlefield 1942. Эта музыка звучит в каждой игре в различной аранжировке.
| №   | Название                     | Длительность |
| --- | ---------------------------- | ------------ |
| 1.  | «Tirailleur»                 | 2:38         |
| 2.  | «Under No Flag»              | 3:36         |
| 3.  | «French Fog»                 | 2:19         |
| 4.  | «Narvik»                     | 1:37         |
| 5.  | «Battlefield V Legacy Theme» | 3:35         |
| 6.  | «Far From Home»              | 2:18         |
| 7.  | «Pride & Honour»             | 1:20         |
| 8.  | «Redemption»                 | 1:58         |
| 9.  | «Spitfires»                  | 2:44         |
| 10. | «Norway»                     | 3:55         |
| 11. | «Triumph»                    | 2:55         |
| 12. | «Rotterdam In Ruins»         | 2:03         |
| 13. | «Devestation»                | 3:14         |
| 14. | «Sandstone»                  | 3:05         |
| 15. | «Glorifica»                  | 2:23         |
| 16. | «I Vow To Thee My Country»   | 3:54         |

## Разработка и выпуск
В январе 2018 года в сети появились слухи, что разработчики серии Battlefield работают над новой частью серии, которая, возможно, будет королевской битвой в сеттинге Второй мировой войны. Также, по некоторым данным, в игру должен был вернуться кооперативный режим и режим кампании, как в Battlefield 1.
Игру анонсировали 16 мая, 23 мая 2018 года были раскрыты первые детали, а в анонсе подтвердили большую часть слухов. Утверждалось, что в игре будут операции, бесконечно генерируемый кооперативный режим, не будет премиум-подписки и лутбоксов. В DICE заявили, что, в отличие от Battlefield 1, они не планируют делать не-косметические предметы в Battlefield V платными, и по мере выхода новый контент будет добавлен в игру для всех игроков без дополнительной оплаты. Решение об исключении этих функций было принято после скандала, связанного с системой лутбоксов в Star Wars Battlefront II.
Разработчики опровергли первоначальные слухи о том, что после релиза игры не будет больших операций. Так, после выпуска игры, игроков будет ждать несколько режимов для сетевой игры, большие операции, а также три миссии в одиночной компании. Наличие королевской битвы на релизе подтверждено не было.
Сразу после первого показа игры креативный директор игры Ларс Густавссон в интервью издательству Newsweek заявил: «Не стоит скрывать, что в студии многие обсуждают эту тему, говоря, что Battlefield идеально походит для режима „Королевской битвы“ из-за полномасштабной войны, разрушений и тому подобного. Так что об этом определённо ходили разговоры, но на этом этапе это только разговоры». На выставке E3 2018 был показан геймплей мультиплеера и тизер-трейлер режима королевской битвы.
Перед выставкой Gamescom 2018 разработчики выпустили трейлер, приуроченный к выставке и частично показавший королевскую битву. На самой выставке было объявлено, что открытое бета-тестирование пройдёт в начале сентября, а также продемонстрирован новый трейлер, показывающий особенности технологий трассировки лучей и DLSS в реальном времени. Перед проведением ОБТ был выпущен трейлер, раскрывающий название режима королевской битвы — «Firestorm» (с англ. — «Огненный шторм»), а также подтвердили, что разработкой режима занимается другая студия — Criterion Games.
17 октября 2018 года компания DICE представила трейлер сюжетной кампании.
Выход игры состоялся 20 ноября 2018 года. Игра изначально должна была выйти 19 октября, но была отложена до 20 ноября, чтобы позволить разработчикам «внести некоторые окончательные изменения в основной игровой процесс». После выхода игры редакция портала Tom’s Hardware сделала обзор на игру с применением трассировки лучей и показала результаты.
14 марта 2019 года был представлен полноценный трейлер, анонсирующий выход режима «Огненный шторм». 25 марта 2019 года режим, выполненный в жанре «Королевской битвы», появился в игре.

## Отзывы
| Сводный рейтинг       | Сводный рейтинг                                 |
| Агрегатор             | Оценка                                          |
| --------------------- | ----------------------------------------------- |
| GameRankings          | - (PC) 79,64 % - (PS4) 74,31 % - (XONE) 77,94 % |
| Metacritic            | (PC) 81/100 (PS4) 73/100 (XONE) 78/100          |
| Иноязычные издания    |                                                 |
| Издание               | Оценка                                          |
| Destructoid           | 8/10                                            |
| Game Informer         | 8/10                                            |
| GameRevolution        | [ 76 ]                                          |
| GameSpot              | 8/10                                            |
| GamesRadar+           | [ 78 ]                                          |
| Hardcore Gamer        | 4/5                                             |
| IGN                   | 7,5/10 (КБ) 7/10                                |
| PC Gamer (UK)         | 79/100                                          |
| PC World              | [ 83 ]                                          |
| Digital Trends        | [ 84 ]                                          |
| PCGamesN              | 9/10                                            |
| Русскоязычные издания |                                                 |
| Издание               | Оценка                                          |
| 3DNews                | 6/10                                            |
| Gameplay              | [ 87 ]                                          |
| Gametech              | 10/10                                           |
| GoHa.Ru               | 8/10                                            |
| «IGN Россия»          | 8/10                                            |
| PlayGround.ru         | 9,2/10                                          |
| Riot Pixels           | 7,5/10?                                         |
| «Игромания»           | [ 93 ]                                          |
| «Игры Mail.ru»        | 7/10                                            |
| «Канобу»              | 8/10                                            |
| Lenta.ru              | 5/10                                            |

### До релиза
Анонс трейлера был встречен негативными реакциями со стороны поклонников серии, которые критиковали игру за отсутствие исторической точности, аутентичности и иммерсивности. Жалобы были также на использование некоторых видов оружия, протезирования и боди-арта как невозможные в тот период времени. Некоторые фанаты также были разочарованы изображением женщин в игре, особенно британкой, показанной в трейлере, поскольку женщины никогда не участвовали во фронтовых боях в вооружённых силах Западных союзников, и в основном были на вспомогательных ролях. Признавая, что женщины редко бывали на передовой, журналисты видеоигр ответили, что во Второй мировой войне было несколько женщин-солдат, подчеркнув реальными примерами из нескольких стран. И подметили, что предыдущие игры серии Battlefield также не рассматриваются как абсолютно реалистичное изображение войны. Некоторые также предположили, что ответная реакция была частично вызвана не заботой об исторической точности, а женоненавистничеством.
В ответ на этот протест, исполнительный продюсер игры Александр Грондаль написал в Twitter, что команда «всегда будет ставить веселье выше аутентичности». Генеральный менеджер DICE Оскар Габриэльсон также ответил в Twitter, сказав: «Выбор игрока и женские игровые персонажи останутся. Наша цель как студии — сделать всё возможное для создания игр, которые являются инклюзивными и разнообразными. Мы всегда стремимся раздвигать границы и доставлять неожиданные впечатления». Главный креативный директор Electronic Arts Патрик Содерлунд сказал, что разработчик заинтересован в том, чтобы занять место для диверсификации игрового пространства. «Мы стоим за это дело, потому что я думаю, что у тех людей, которые его не понимают, есть два варианта: либо принять его, либо не покупать игру, — сказал он, — и меня устраивает и то, и другое». Содерлунд продолжал утверждать, что команда разработчиков сама настаивала на присутствии женщин в Battlefield V. В сентябре, после того как игра была отложена на месяц, DICE объявила, что они планируют вернуть обратно настройки персонажа, чтобы попытаться «придать игре больше исторической точности», заявив: «Мы хотим, чтобы игроки были впечатлены настройкой своих персонажей с аутентичным снаряжением. Мы немного вернули всё назад. Это было довольно безумно, мы хотели предложить некоторую аутентичность, и это важно для нас, это важно для наших игроков».

### После релиза
Battlefield V получила смешанные отзывы на Metacritic в версии для PlayStation 4 и в целом положительные отзывы в версиях для Xbox One и PC.
PCGamesN описал игру как «сильную по механике и превосходную в повествовании историй», дал игре оценку 9/10 и назвал её лучшей частью серии Battlefield. Мэтт Берц из Game Informer написал: «В конечном счёте, Battlefield V будет определяться успехом или провалом ожидаемого совместного режима „Огненный шторм“ и тем, сможет ли DICE постоянно предоставлять новый и увлекательный контент». Алекс Авард из GamesRadar похвалил очень хороший геймплей, но раскритиковал мультиплеер. Он также остался недоволен перечнем доступных карт и тем, что мультиплеер потерял свой шарм, написав: «Не столь радикальное изменение, как у его предшественника, Battlefield 1. Дизайн Battlefield 5 отодвигает на второй план его сильные стороны в качестве имитационной песочницы».
Энди Келли из PC Gamer раскритиковал одиночную компанию, сказав, что у DICE никак не получается сделать одиночную компанию отличной: «Шведская студия должна признать тот факт, что её игра на самом деле просто забавный, глупый, нокаутирующий шутер, потому что именно это она делает лучше всего». Но в то же время он и похвалил их, сказав, что одиночные миссии получились значительно лучше, чем у конкурента. Он похвалил мультиплеер за атмосферу хаоса, безумия, и то, что именно мультиплеер возвращает всех к приятным воспоминаниям о первых играх серии Battlefield. В конце он сказал: «Battlefield V остался таким же хаотичным и волнующим, каким Battlefield и был всегда. Только не ждите драматического переосмысления серии».
Джеймс Дугган из IGN сделал обзор на многопользовательскую часть игры и отметил, что она перешла в сторону хардкора: восстановление здоровья сокращено, время на убийство противника тоже, и это огромный плюс. Он также похвалил систему выбора оружия, которая позволяет изменять стиль игры с каждым новым выбранным оружием. Раскритиковал режим игры из-за постоянных ошибок, многочисленных недочётов. Подводя итог для режима, он сказал: «Воздушные и пехотные бои в целом взяли верное направление с обширными настройками оружия и ресурсов, но такая же забота не была применена повсюду. Необузданные ошибки, дико меняющиеся и полусырые функции, такие как боевые роли, берут своё. Хорошая новость заключается в том, что патчи уже выкатываются, и с выпуском бесплатных карт и режимов, Battlefield V может только стать лучше». Его коллега Ден Стаплетон оценил одиночную компанию и вынес вердикт: «Одиночные кампании Battlefield V сильно полагаются на стелс, который не является сильной стороной серии, но они действительно рассказывают увлекательные истории. Отсутствие разнообразия врагов или последовательных действий ИИ заставляют чувствовать себя немного кротом в более линейных сегментах». Джеймс Дугган вынес окончательный вердикт игре: «В целом, в Battlefield V сегодня очень весело играть, даже если предстоит ещё много работы». После выхода «Огненного шторма» Джеймс написал обзор и на этот режим. Он похвалил высадку на остров, отметив, что после раскрытия парашюта ты сам управляешь персонажем и знаешь, куда приземлиться, чего нет у его конкурента. Он так же отметил, что оружие осталось таким же, как в других режимах игры, заметив, что оно теперь делится на три группы, и каждый найдёт себе то, с которым ему будет комфортно. В конце он сделал заключение: «Огненный шторм просто вышел слишком поздно и упустил свою возможность. Запущенный всего через месяц после того, как EA выпустила Apex Legends, „Огненный шторм“ был обречен на неудачу, если только у него не было чего-то, что сильно отделяло его от других „королевских битв“, а боя на технике недостаточно».
Денис Павлушкин из Игромании в своём обзоре похвалил игру за хорошую атмосферу и значительно возросшую динамику боя в сетевой части игры. Также ему понравился дизайн карт и значительные улучшения в механике. Раскритиковал он игру за то, что на релизе не было «королевской битвы», а также присутствовали серьёзные проблемы с балансом и постоянные баги. Подводя итог своего обзора, он сказал: «Сейчас Battlefield V существует в двух параллельных вселенных одновременно: в первой её величают одной из лучших игр серии и возрождением „той самой Батлы“, а во второй — предают анафеме за бесстыдный выпуск незаконченного проекта и хищнические повадки EA по отношению к игроку. Следующие полгода покажут, в каком из миров Battlefield V пропишется навсегда».

### Награды
| Год  | Награда                                               | Категория                                            | Результат | Ref     |
| ---- | ----------------------------------------------------- | ---------------------------------------------------- | --------- | ------- |
| 2018 | Game Critics Awards                                   | Лучшая PC игра                                       | Номинация | [ 111 ] |
| 2018 | Game Critics Awards                                   | Лучшая Экшн-игра                                     | Номинация | [ 111 ] |
| 2018 | Game Critics Awards                                   | Лучший онлайн мультиплеер                            | Победа    | [ 111 ] |
| 2018 | Golden Joystick Awards 2018                           | Самая ожидаемая игра                                 | Номинация | [ 112 ] |
| 2018 | Gamers' Choice Awards                                 | Выбор фанатов. Осенний релиз                         | Номинация | [ 113 ] |
| 2018 | Australian Games Awards                               | Многопользовательский / онлайн тайтл года            | Номинация | [ 114 ] |
| 2018 | Australian Games Awards                               | Шутер года                                           | Номинация | [ 114 ] |
| 2019 | 22nd Annual D.I.C.E. Awards                           | Выдающиеся достижения в звуковом дизайне             | Номинация | [ 115 ] |
| 2019 | 22nd Annual D.I.C.E. Awards                           | Выдающиеся технические достижения                    | Номинация | [ 115 ] |
| 2019 | National Academy of Video Game Trade Reviewers Awards | Игра, Экшн Франшиза                                  | Номинация | [ 116 ] |
| 2019 | National Academy of Video Game Trade Reviewers Awards | Использование звука, франшиза                        | Номинация | [ 116 ] |
| 2019 | SXSW Gaming Awards                                    | Превосходство в SFX                                  | Номинация | [ 117 ] |
| 2019 | 2019 G.A.N.G. Awards                                  | Аудио года                                           | Номинация | [ 118 ] |
| 2019 | 2019 G.A.N.G. Awards                                  | Звуковое оформление года                             | Номинация | [ 118 ] |
| 2019 | 2019 G.A.N.G. Awards                                  | Лучший оригинальный саундтрек                        | Номинация | [ 118 ] |
| 2019 | 2019 G.A.N.G. Awards                                  | Лучший кинематографический ролик                     | Номинация | [ 118 ] |
| 2019 | 2019 G.A.N.G. Awards                                  | Лучшие диалоги                                       | Номинация | [ 118 ] |
| 2019 | 2019 G.A.N.G. Awards                                  | Лучшая оригинальная хоровая композиция («Glorifica») | Номинация | [ 118 ] |
| 2019 | 15th British Academy Games Awards                     | Аудио Достижения                                     | Номинация | [ 119 ] |
| 2019 | 15th British Academy Games Awards                     | Мультиплеер                                          | Номинация | [ 119 ] |
| 2019 | Italian Video Game Awards                             | Выбор игроков                                        | Номинация | [ 120 ] |

## Продажи
В августе аналитики игровой индустрии Cowen Group сообщили, что сделанные по предварительному заказу продажи Battlefield V были «слабыми», отставая на 85 % от продаж Call of Duty: Black Ops 4.
В ноябре сообщалось, что продажи физических копий Battlefield V составили менее половины от продаж Battlefield 1 в течение аналогичного периода времени.
К концу 2018 года было продано 7,3 миллионов копий игры. 5 февраля 2019 года генеральный директор Electronic Arts Эндрю Уилсон объявил, что игра, в конечном счёте, не оправдала ожиданий в части продаж. Он обвинил сосредоточенность маркетинга игры на разработке однопользовательской кампании вместо режима Battle Royale, который в последнее время приобрёл широкую популярность. Уилсон также отметил длительный цикл разработки Battlefield V и выпуск игры на фоне сильной конкуренции. Цены на акции EA также столкнулись с наибольшим падением за десятилетие в третьем квартале финансового года, снизившись примерно на 18 %. Electronic Arts частично объяснила это плохими продажами игры.
В Японии версия Battlefield V для PlayStation 4 была продана в количестве 110 653 копий в течение первой недели выпуска, что поставило её на второе место в чарте продаж всех форматов.